# Movimento Democratico Arancione
Il Movimento Democratico Arancione (in inglese Orange Democratic Movement - ODM) è un partito politico socialdemocratico fondato in Kenya nel 2005.

## Risultati elettorali
| Elezione          | Voti      | % | Seggi    |
| ----------------- | --------- | - | -------- |
| Parlamentari 2013 | 2.608.898 |   | 96 / 349 |
| Parlamentari 2013 |           |   | 85 / 349 |

| Elezione                            | Candidato    | Voti      | %     | Esito         |
| ----------------------------------- | ------------ | --------- | ----- | ------------- |
| Presidenziali 2007                  | Raila Odinga | 4.352.993 | 44,07 | ❌ Non eletto |
| Presidenziali 2013                  | Raila Odinga | 5.340.546 | 43,70 | ❌ Non eletto |
| Presidenziali ago. 2017 (annullate) | Raila Odinga | 6.822.812 | 44,94 | ❌ Non eletto |
| Presidenziali ott. 2017             | Raila Odinga | 73.228    | 0,96  | ❌ Non eletto |
| Presidenziali 2022                  | Raila Odinga | 6.942.930 | 48,85 | ❌ Non eletto |